# エドマンド・グールディング
エドマンド・グールディング（Edmund Goulding,1891年3月20日 - 1959年12月24日）はイギリス出身の映画監督・脚本家。群像劇映画の古典となった「グランド・ホテル」の監督として特に知られる。

## 略歴
ロンドンの舞台で舞台監督・劇作家・俳優として活躍。第一次世界大戦に従軍し、負傷して退役した後、1921年にアメリカに移住。ハリウッドでグレタ・ガルボの「アンナ・カレニナ」やアカデミー作品賞受賞の「グランド・ホテル」、ベティ・デイヴィスの「愛の勝利」などを監督し高い評価を得る。
1931年に監督した「グランド・ホテル」は、トーキー映画初期における傑出した群像劇となり、作品自体が高く評価されるに留まらず、その後この種のスタイルを踏襲した群像劇映画が後年に至るまで多数つくられ、「グランド・ホテル形式」と呼ばれる作品スタイルの祖形となった。
また1946年の監督作「剃刀の刃」の挿入曲として自ら「マムゼル」Mam'selle を作曲。この曲は翌1947年にマック・ゴードン (Mack Gordon)が詞を付けたことで歌曲となり、ジャズ・スタンダードとして歌われるようになった。　　
1959年、ロサンゼルスの病院で心臓手術中に亡くなった。

## 主な監督作品
- アンナ・カレニナ Love (1927)
- トレスパッサー The Trespasser (1929)
- 月世界征服 Reaching for the Moon (1930)
- パラマウント・オン・パレイド Paramount on Parade (1930)
- グランド・ホテル Grand Hotel (1932)
- 颱風 Riptide (1934)
- 或る女 That Certain Woman (1937)
- 愛の勝利 Dark Victory (1939)
- 偉大な嘘 The Great Lie (1941)
- 永遠の処女 The Constant Nymph (1943)
- 剃刀の刃 The Razor's Edge (1946)
- 悪魔の往く町（英語版） Nightmare Alley (1947)